# Cuarterada
Die Cuarterada war ein spanisches Flächen- und Feldmaß, besonders auf Mallorca.  Grundlage war der Destre mallorquin, ein Längenmaß. Dieser Destre hatte 1868 Pariser Linien und entsprach 4,214 Metern.
- 1 Cuarterada = 400 Quadrat-Destres/Destres cuadrados = 71,0312 Ar

Der Quadrat-Destre oder Flächen-Destre, auch Destre superficial, hatte 17,7578 Quadratmeter.